# Герб Новоалександровска
Герб города Новоалександровска — один из официальных символов упразднённого городского поселения город Новоалександровск Ставропольского края России.
Утверждён решением Думы города Новоалександровска от 6 августа 2002 года № 64. В соответствии с этим решением 10 сентября 2002 года также утверждено Положение «О Гербе города Новоалександровска».
Автор герба — член геральдической комиссии при губернаторе Ставропольского края И. Л. Проститов (Ставрополь).

## Описание
Герб города Новоалександровска представляет собой геральдический щит с обрамлением. В червлёном поле щита, в почётном месте расположена золотая пятилучевая звезда, сопровождаемая скрещёнными в фокусе золотым колосом и серебряной шашкой. Под щитом на червлёной ленте золотой литерой девиз — «Власть для людей».— Решение Думы города Новоалександровска  от 10 сентября 2002 года № 70
Согласно положению о гербе города Новоалександровска для данного герба были установлены следующие пропорции: отношение ширины щита к его высоте 9:11; отношение щита к ширине обрамления 9:17; отношение высоты щита к наибольшей высоте обрамления 11:21. Допускалось воспроизведение герба в одноцветном варианте, а также его использование в виде главной фигуры — геральдического щита с изображением символики.

## Обоснование символики
Герб Новоалександровска — «гласный» («говорящий»), поскольку прямо указывает на название города. Имя Александр, используемое в этом названии, является производным от двух греческих слов, означающих «мужчина-защитник» или «мужественный защитник». Поэтому поле гербового щита окрашено в красный цвет (червлень), символизирующий богов-воинов (в частности, Марса) и означающий мужество, достоинство, силу, неустрашимость, упорство, веру, великодушие, отвагу, а также власть.
В почётном месте герба находится золотая звезда с пятью лучами — древнейший символ защиты. В христианстве пятилучевая звезда соответствует пяти ранам Иисуса Христа. Известно также, что её изображение было нанесено на щит Александра Македонского и щиты его воинов. Со времён античности этот символ продолжает изображаться на кораблях и жилых домах с целью защиты. Золотой цвет звезды символизирует мужское начало, просвещение, неподверженность порче, мудрость, честь, свет, гармонию и истину.
Скрещённые в фокусе золотой колос пшеницы и серебряная казачья шашка вместе олицетворяют «легендарное боевое прошлое и современное настоящее» города Новоалександровска, который «окружён хлебными полями и является центром сельскохозяйственного района». При этом колос помещён в поле щита поверх шашки, указывая тем самым, что «хлеб — первичен — „К друзьям с хлебом, к врагам с шашкой!“». Шашка является символом казачьего прошлого города Новоалександровска, основанного как станица, приписанная к Кубанскому полку. Серебряный цвет шашки олицетворяет чистоту, целомудрие, женское начало, красноречие и ассоциируется с цветом казачьего прибора.

## История
18 января 2002 года в Новоалександровске был объявлен открытый конкурс на лучший проект герба и флага муниципального образования. В период с февраля по апрель того же года на конкурс поступило более 10 работ, однако все они в итоге были признаны несоответствующими правилам и требованиям геральдики. После этого разработкой символики занялась специально созданная рабочая группа с участием представителей краевой геральдической комиссии. Согласно общему замыслу концепция герба Новоалександровска должна была основываться на исторических и социально-экономических особенностях города, изначально возникшего как казачья станица и впоследствии ставшего административным центром одного из ведущих сельскохозяйственных районов Ставрополья. С учётом поставленных задач членом геральдической комиссии, художником-геральдистом Игорем Леонидовичем Проститовым был исполнен герб в виде геральдического щита червлёного цвета с помещёнными в него фигурами пятиконечной звезды, колоса и шашки.
6 августа 2002 года председатель городской Думы Андрей Анатольевич Зиновьев подписал решение об утверждении проектов герба и разработанного на его основе флага, а 10 сентября того же года на очередном заседании Думы им же было подписано положение о гербе города Новоалександровска. На основании решения от 6 августа 2002 года № 64 ритуал официального приёма символики муниципального образования и её обнародование были проведены 21 сентября в рамках празднования Дня города. Позже общественно-политическая газета Новоалександровского района «Знамя труда» опубликовала описание нового герба и экзегезу (толкование).
После утверждения герб и флаг муниципального образования были направлены на экспертизу в Геральдический совет при Президенте Российской Федерации. Несмотря на то, что данная символика полностью соответствовала геральдическим правилам, Геральдический совет отказался её регистрировать. В письме государственного герольдмейстера Г. В. Вилинибахова, поступившем в геральдическую комиссию при губернаторе Ставропольского края, указывалась следующая причина отказа: «Герб [города Новоалександровска] представляет собой геральдический знак, построенный с использованием символики государственного флага (и, в меньшей степени, государственного герба) Социалистической Республики Вьетнам в качестве геральдической основы». Таким образом, использование в муниципальном гербе крупной золотой пятиконечной звезды и красного поля, имевших сходство с «определяющими символами Вьетнама», государственная Герольдия посчитала недопустимым и рекомендовала провести корректировку герба.
С учётом замечаний, изложенных в заключении Геральдического совета, И. Л. Проститов доработал прежнюю символику, заменив звезду на пентаграмму, а откорректированный им герб получил следующее описание: «В почётном месте червлёного щита золотая пентаграмма, сопровождаемая в фокусе скрещенными золотым колосом и серебряной шашкой. Под щитом девиз „Власть для людей“». На официальном сайте города Новоалександровска отсутствует какая-либо информация о данном варианте, однако известно, что муниципальное образование продолжало использовать герб и флаг, принятые в 2002 году.
1 мая 2017 года городское поселение город Новоалександровск было упразднено при преобразовании Новоалександровского района в городской округ.